# Upplands runinskrifter 226
Upplands runinskrifter 226, med signum U 226, är en runsten som står vid Bällsta gård och nära Vallentunasjöns östra strand i Vallentuna socken och Vallentuna kommun, Vallentuna härad i Uppland.
Stenen är av röd granit och den står kvar på sin ursprungliga plats vid Arkils tingstad, Vallentuna härads äldsta tingsplats. Runinskriften är en fortsättning på U 225, en runsten som står cirka tolv meter åt höger, därefter syns en fyrkantig stensättning som antas ha varit själva tingsplatsen. Runstenen är känd sedan 1600-talet och avtecknades tillsammans med tingsplatsen och U 225 av Johan Peringskiöld på 1700-talet. Vid denna tidpunkt fanns det också enligt hans teckning en nu försvunnen stenrad som förband de två runstenarna. Personerna som står omnämnda i texten lär ha tillhört den så kallade Skålhamrasläkten. Samma släkt har låtit resa ett flertal runstenar runt Vallentunasjön. Ristningen är till minne efter fadern Ulv, vilket framgår av texten på U 225. Ristningen är signerad av runmästaren Gunnar. Inskriften är bland annat skriven på vers i så kallad fornyrdislag.

## Inskriften
Translitterering av runraden:
ristu · stina · uk · staf · uan · uk · in · mikla · at · iartiknum uk kuriþi · kas at · uiri · þu mon i krati · kiatit lata kunar ik stin
Normalisering till runsvenska:
Ræistu stæina ok staf unnu(?) ok inn mikla at iarteknum. Ok Gyriði gats at veri. Þy man i grati getit lata. Gunnarr hiogg stæin.
Översättning till nusvenska:
De reste stenarna och även staven därovan (?) den stora till hederstecken (?). Också Gyrid älskade sin make. Därför i sorgekväde skall han besjungas. Gunnar högg stenen.

## Fler bilder

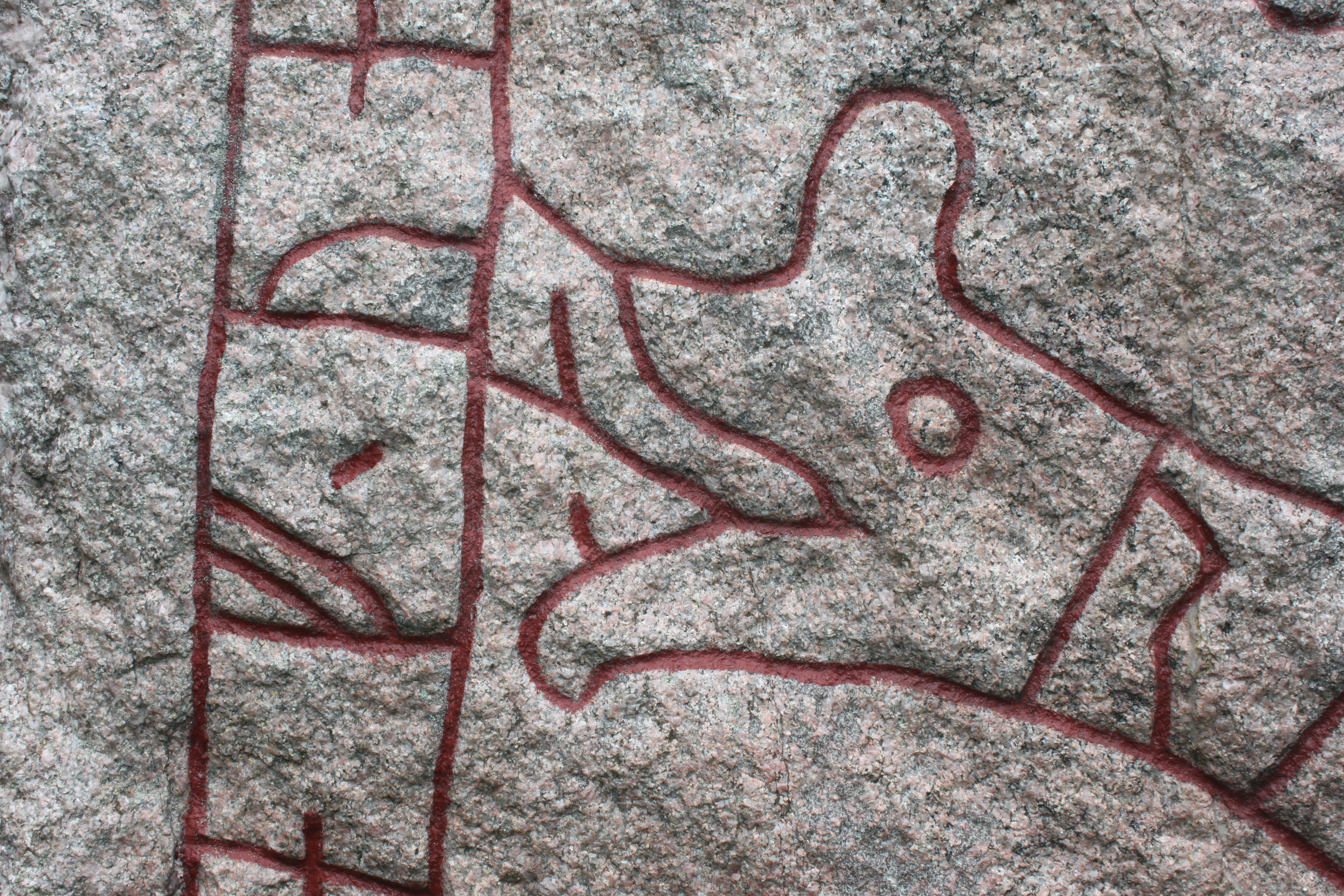
Detalj av U 226.
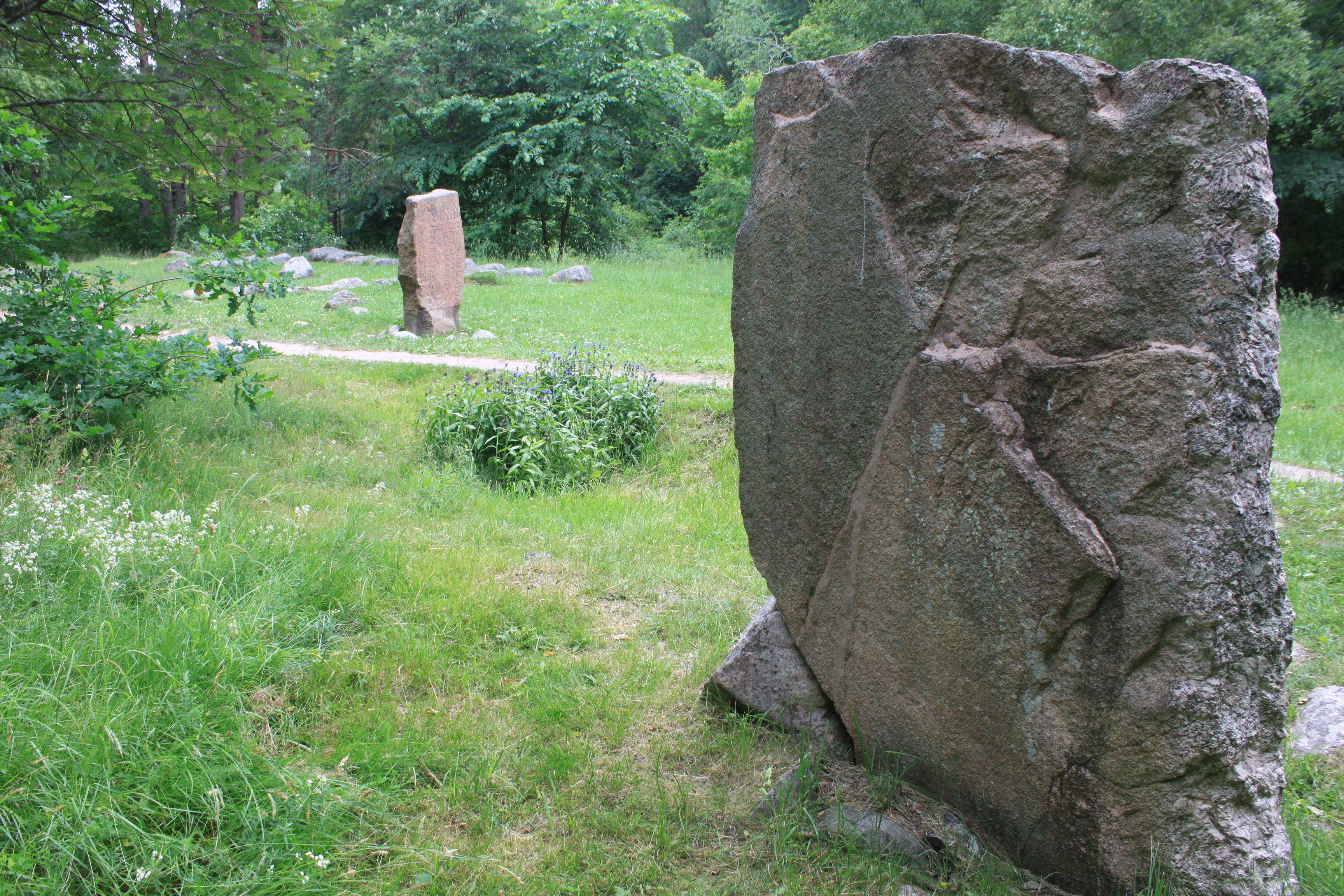
Baksidan av U 226.
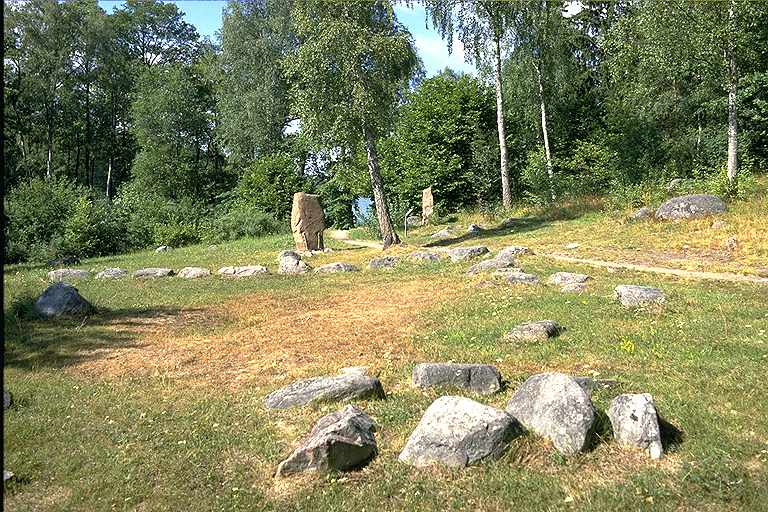
U 225 och U 226